# Domany
Domany (biał. Даманы) – wieś w selosowiecie wsi Czerniawka, w rejonie drybińskim, w obwodzie mohylewskim, w Republice Białorusi.

## Historia
Podczas Wojny moskiewskiej w dniu 22 lutego 1655 roku doszło do bitwy pod Domanami, w której litewska husaria powiatu lidzkiego pisarza polnego Aleksandra Hilarego Połubińskiego pokonała moskiewskich pikinierów Romodanowskiego i zdobyła tabory.

## Ludność
- 1910 rok – 779 mieszkańców
- 2009 rok – 66 mieszkańców